# Рэдклифф, Фрэнсис, 1-й граф Дервентуотер
Фрэнсис Рэдклифф (англ. Francis Radclyffe; 1625 — апрель 1696/97) — английский аристократ, 1-й граф Дервентуотер, 1-й виконт Рэдклифф и 1-й барон Тиндейл с 1688 года. Старший сын сэра Эдуарда Рэдклиффа, 2-го баронета, и его жены Элизабет Бартон. Стал одним из немногих аристократов, введённых в Палату лордов королём Яковом II. После Славной революции последовал за этим монархом в изгнание на континент.
Граф был женат на Кэтрин Фенвик, дочери сэра Уильяма Фенвика. В этом браке родились дочь Анна (жена сэра Филиппа Констебла, 3-го баронета) и сын Эдуард (1655—1705), 2-й граф Дервентуотер.